# U Tant
Maha Tray Situ U Tant, burmanski politik in diplomat, * 22. januar 1909, Pantanaw, Britanska Indija (zdaj Mjanmar), † 25. november 1974, New York, Združene države Amerike.
Tant je bil tretji generalni sekretar OZN med letoma 1961 in 1971.